# Bagno Bruch koło Pyrzowic
Bagno Bruch koło Pyrzowic este o arie protejată (sit de importanță comunitară — SCI) din Polonia întinsă pe o suprafață de 38,87 ha, integral pe uscat.

## Localizare
Centrul sitului Bagno Bruch koło Pyrzowic este situat la coordonatele 50°31′20″N 19°02′56″E / 50.5221°N 19.049°E.

## Înființare
Situl Bagno Bruch koło Pyrzowic a fost declarat sit de importanță comunitară în octombrie 2009 pentru a proteja un număr necunoscut de specii din flora spontană și fauna sălbatică aflate în arealul zonei.

## Biodiversitate
Situată în ecoregiunea continentală, aria protejată conține 2 habitate naturale: Mlaștini turboase de tranziție și turbării mișcătoare, Mlaștini împădurite.
La baza desemnării sitului se află un număr nedeclarat de specii protejate.